# Russgertorg

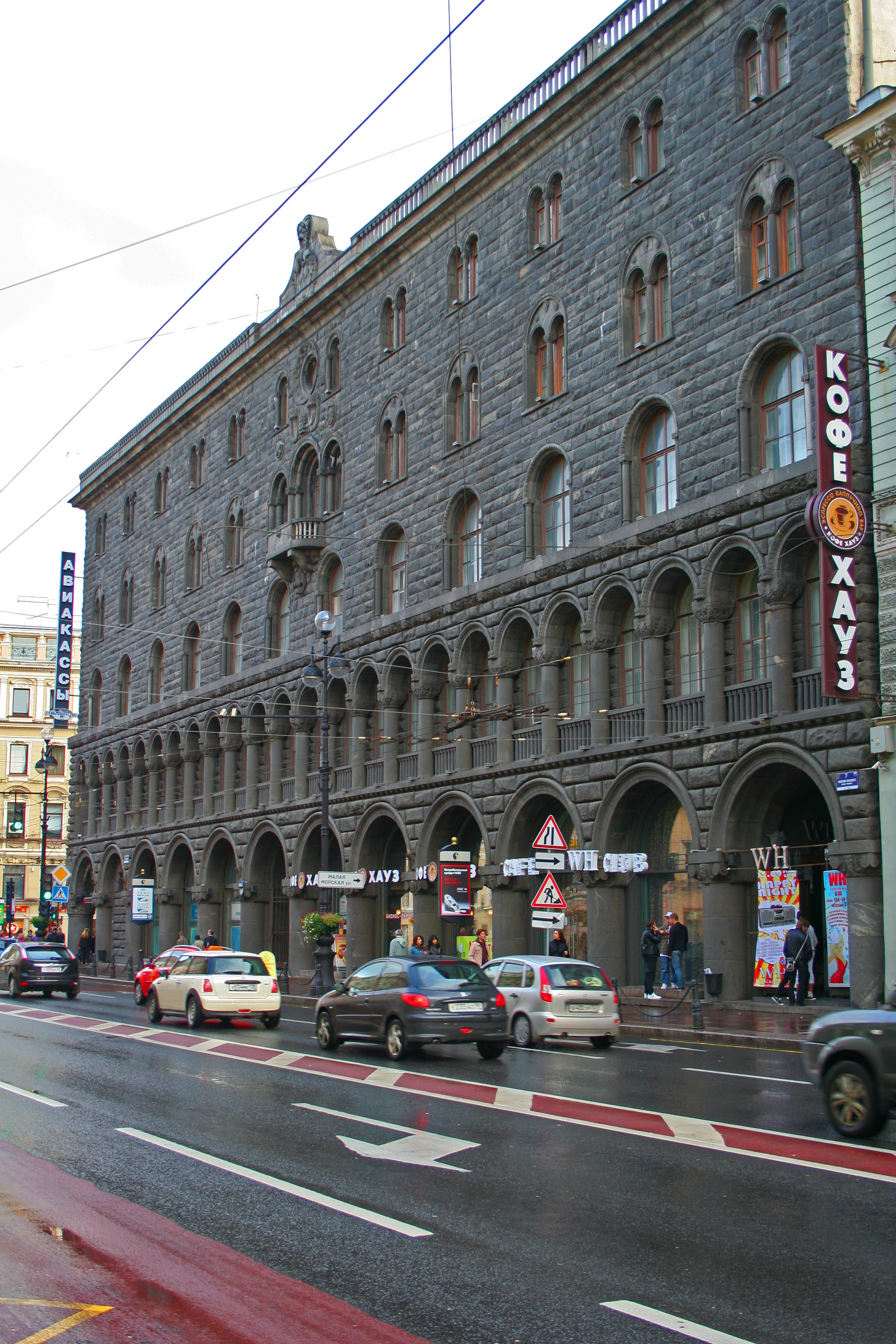
Budynek b. siedziby oddziału spółki Russgertorg w ówczesnym Piotrogrodzie/Leningradzie

Russgertorg (niem. Russische-Deutsche Handels A-G lub Deutsch-Russische Handels-Aktien-Gesellschaft, ros. Российско-Германское торговое общество lub Русскo-Германское акционерное торговое общество – Росгерторг, Rosyjsko-Niemieckie Towarzystwo Handlowe) – spółka powołana w wyniku zawartego 9 października 1922 przez Ludowy Komisariat Handlu Zagranicznego (Народный комиссариат внешней торговли СССР) porozumienia z firmą Otto-Wolff KG z Kolonii, o kapitale należącym po 50% do każdej ze stron. Russgertorg pełnił funkcję pośrednika w operacjach eksportowo-importowych radzieckich central handlu zagranicznego i bezpośrednio wielu innych podmiotów gospodarczych z partnerami niemieckimi, również amerykańskimi. Największym kontraktem firmy było pośrednictwo przy sprowadzeniu do ZSRR rur niezbędnych do budowy ropociągów na Kaukazie, m.in. na trasie Baku – Batumi oraz Grozny – Tuapse. Firma zakończyła swoją działalność w styczniu 1924, zaś według informacji Rosyjskiego Państwowego Archiwum Gospodarki (Российский государственный архив экономики) w Moskwie – w 1929 r.
Russgertorg miał swój udział również w militaryzacji obu państw.
W 1926 powstał konkursowy projekt siedziby spółki w Moskwie.

## Siedziba
Russgertorg miał siedzibę w Berlinie przy Lietzenburger Strasse 11 (1923), zaś w Moskwie przy ul. Petrowka 17 (1924), następnie przy ul. Twerskiej 34 funkcjonowało biuro przedstawicielskie, mające trzy oddziały:
- leningradzki – Петроградское отделение Московской конторы акционерного общества „Русгерторг” (1922–1924) w alei 25 Października 62 (1924), obecnie przy Newskim Prospekcie, Ленинградское отделение Московской конторы акционерного общества „Русгерторг” (1924–1929), w domu M.I. Wawelberga w alei 25 Października 7-9;
- ukraiński – Всеукраинское отделение Московской конторы акционерного общества „Русгерторг” (1923–1929) w Charkowie przy ul. Puszkińskiej 21;
- zakaukaski – Закавказское отделение Московской конторы акционерного общества „Русгерторг” (1925–1929).

## Pozostałe spółki radzieckie w Niemczech
W okresie międzywojennym funkcjonowało w Niemczech jeszcze szereg innych radzieckich spółek handlowych, m.in.:
- Agrar Deutsch-Russische AG, Berlin (1923–).
- Baltrustra Baltisch-Russische Transport und Lagerhaus A-G, Berlin (1926–1932)[2].
- Derop Deutsche Vertriebs-Gesellschaft für Russische Ölprodukte A. G., Bochum (1928-), w 1935 przejęty przez Aral.
- Derufa (Деруфа) Deutsch-Russische Film Allianz AG, Berlin (1927–1929).
- Deruluft (Дерулюфт) Deutsch-Russische Luftverkehrs AG, German-Russian Air Transport, Русско-германское общество воздушного сообщения, Berlin (1921–1937).
- Derumetall (Деруметалл) Deutsch-Russische Metallverwertungs Gesellschaft mbH, Berlin (1921–).
- Derunapft (Дерунефть) Deutsch-Russische Naphta Importgesellschaft mbH, Berlin (1927–1937).
- Derutra (Дерутра) Deutsch-Russische Lager und Transport mbH, Berlin (1921–1934).
- Deruwa Deutsch-Russische Waren-Commission GmbH, Hamburg (1922–).
- Drusag (Друсаг) Deutsch-Russische Saatbau AG, Berlin (1922–1933).
- Russtransit (Русстранзит) Deutsch-Russische Transportgesellschaft, Sankt Petersburg (1922).
- Wostwag (Востваг) West-Osteuropaeische Warenaustausch AG, West-East-European Trade Exchange Joint Stock Society, Berlin (1922–1941).